# ألان تومسون (لاعب كرة قدم أسترالية)
ألان تومسون (بالإنجليزية: Alan Thompson)‏ هو لاعب كرة قدم أسترالية أسترالي، ولد في 20 نوفمبر 1951.

## وصلات خارجية
- ألان تومسون على موقع AustralianFootball.com (الإنجليزية)
- ألان تومسون على موقع AFLtables.com (الإنجليزية)